# Gens Sedacia
La gens Sedacia fue una familia plebeya de Galia romana, que floreció del primero al tercer siglo. El único miembro conocido de la gens que consiguió una posición en el Senado romano fue Marco Sedacio Severiano, cónsul suffectus en 153.

## Etimología
Sedatius deriva del nombre del dios Sedatus, conocido por las dedicatorias descubiertas en las regiones del Danubio y que pertenece al panteón celta. En Galia, este nombre, que empezó como teónimo, también sirvió como antropónimo, y fue transformado en gens por un antepasado de Marco Sedacio Severiano, quien había obtenido el derecho al nombre, sin poder o querer tomar la gens de la familia imperial. Esta práctica era muy excepcional durante el siglo I y era incluso ilegal.

## Antecedentes
El poder de los ricos Sedatii se basaba en el comercio. Los Sedatii dependían del río Loira, y se sabe que tenían intereses en Ostia.
El crecimiento social y político de los Sedatii ilustra el declive de los aristocráticos Iulii, que habían sido la clase principal en la Galia romana desde el tiempo de la dinastía dinastía Julio-Claudia. El posible matrimonio del padre de Marco Sedacio Severiano con Julia Rufina podría haber contribuido a convertirles en viticultores y terratenientes de la clase dirigente en Galia hasta los Flavios.